# Willi Egger

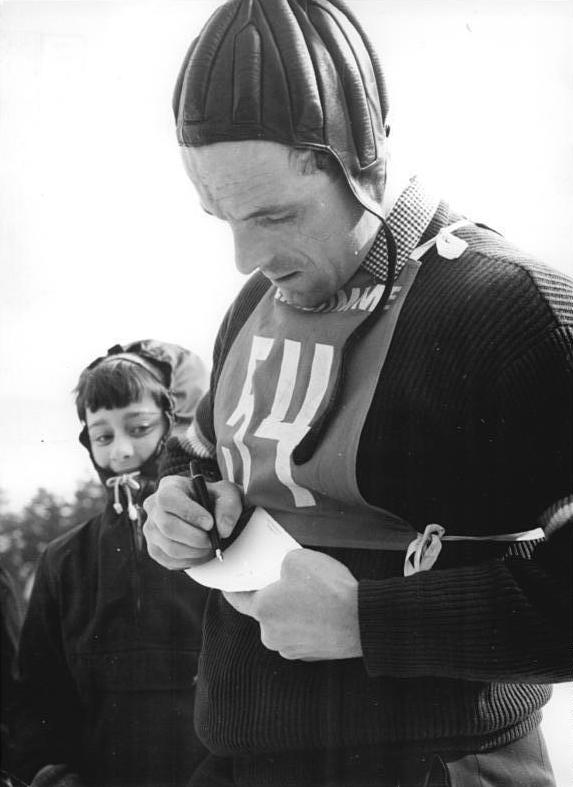
Willi Egger i Oberwiesenthal 1962

Wilhelm ”Willi” Egger född 7 oktober 1932 i Murau i Steiermark, död 29 april 2008 i Murau, var en österrikisk backhoppare och utövare av nordisk kombination. Egger tävlade under tre olympiska vinterspel.

## Karriär
Willi Egger startade i sitt första  olympiska spel i Cortina d'Ampezzo i Italien 1956. Han tävlade i nordisk kombination och blev nummer 16 i en tävling som vanns av Sverre Stenersen från Norge före Bengt Eriksson ("Silver-Bengt") från Sverige.
Egger tävlade i tysk-österrikiska backhopparveckan från 1956 till 1967. Under säsongen 1957/1958 vann han deltävlingen i Große Olympiaschanze i Garmisch-Partenkirchen i dåvarande Västtyskland. Han blev nummer 9 sammanlagt.
Under säsongen 1959/1960 i backhopparveckan tog Egger en fjärdeplats i öppningstävlingen i Oberstdorf och en tredjeplats i avslutningstävlingen i Bischhofshofen, då österrikarna tog en trippel på hemmaplan. Han blev nummer fysra sammanlagt. Max Bolkart från Västtyskland vann turneringen sammanlagt före tre österrikare. Egger var 10,1 poäng från prispallen sammanlagt.
Eggers bästa resultat i backhopparveckan kom säsongen 1961/1962. I första deltävlingen, i Oberstdorf, misslyckades han något och slutade på en 52:a plats. Men han vann i andra deltävlingen (som arrangerades i Innsbruck säsongen 1961/1962), 6,5 poäng före Eino Kirjonen från Finland som vann öppningstävlingen. I tredje deltävlingen, i Garmisch-Partenkirchen, blev Egger nummer två, efter Georg Thoma från Västtyskland. Egger vann avslutningstävlingen i Bischofshofen, men även om Kirjonen blev nummer 12 i sista deltävling vann han backhopparveckan totalt, 11,6 poäng före Willi Egger.
Willi Egger startade i sitt andra olympiska spel i Squaw Valley i USA 1960. Han tävlade i backhoppning och blev nummer 34. I OS 1964 på hemmaplan i Innsbruck tävlades det i två backar, normalbacke och stor backe. Där blev han nummer 44 i normalbacken i Seefeld in Tirol och nummer 12 i stora backen (Bergiselschanze).
Egger startade i två skid-VM, i Lahtis i Finland 1958 och i Zakopane i Polen 1962. Bästa resultatet fick han i Zakopane där han blev nummer 7 i stora backen och nummer 10 i normalbacken.